# سیاره میمون‌ها (فیلم ۱۹۶۸)
سیاره میمون‌ها (به انگلیسی: Planet of the Apes) فیلمی علمی تخیلی محصول سال ۱۹۶۸ به کارگردانی فرانکلین جی. شافنر است. در این فیلم چارلتون هستون، رادی مک‌داول، موریس اوانس، کیم هانتر، جیمز ویتمور، جیمز دالی، و لیندا هریسون بازی کردند. فیلم‌نامه این فیلم توسط مایکل ویلسون و راد سرلینگ براساس رمانی به همین نام اثر پیر بول به رشته تحریر درآمده است. بازسازی این فیلم در سال ۲۰۰۱ و تحت عنوان سیاره میمون‌ها انجام شد و در سال ۲۰۱۱ در فیلمی با عنوان ظهور سیاره میمون‌ها آغاز این داستان و چگونگی شکل‌گیری آن تعریف شد.

## خلاصه داستان
چند فضانورد به فضا فرستاده می‌شوند و در سال ۳۹۷۸ در سیاره‌ای ناشناخته فرود می‌آیند آن‌ها در این سیاره با انسان‌های بدوی روبه رو می‌شوند که لباس‌های عجیب برتن دارند و نمی‌توانند صحبت کنند از طرفی با موجوداتی مانند میمون روبه رو می‌شوند اما آن‌ها متمدن هستند و می‌توانند مانند انسان‌ها صحبت کنند...